# Прищепа, Николай Андреевич
Николай Андреевич Прищепа (1900—1941) — советский военачальник, генерал-майор (31.07.1941), участник Гражданской, советско-польской и Великой Отечественной войн. Погиб 18 августа 1941 года при разгроме Центрального фронта. 

## Биография
До службы в армии работал в Киевском арсенале. В период Октябрьской революции в ноябре 1917 года в составе отряда рабочих участвовал в подавлении антисоветского восстания в Киеве, затем работал там же на железной дороге. 
18 января 1918 года добровольно поступил в 1-й Киевский красногвардейский отряд, а оттуда откомандирован в отряд железнодорожной охраны. При наступлении германских войск отряд отходил к Брянску. В последующем отряд принимал участие в боях против войск петлюровцев и генерала А. И. Деникина. 1 октября 1919 года в бою под Киевом ранен и до февраля 1920 года находился в госпитале. 
В марте 1920 года зачислен в железнодорожный экспедиционный отряд при штабе 12-й армии, который в апреле был направлен на фронт, участвовал в советско-польской войне в должности командира отделения и взвода. 
В июле 1921 года из отряда был сформирован продовольственный отряд, где Н. А. Прищепа работал уполномоченным по заготовке продовольствия, участвовал в борьбе с вооруженными формированиями Ю. Тютюнника, затем был откомандирован в Киев, а оттуда направлен в Таращанский уездный продовольственный комитет на должность заведующего инструкторским отделом Тетиевской продовольственной комиссии. 
В сентябре 1921 года направлен на учебу в 5-ю Киевскую пехотную военную школу, в начале сентября 1924 года окончил её и был назначен в 152-й стрелковый полк 51-й Перекопской стрелковой дивизии Украинского ВО, занимал должности командира стрелкового, затем пулемётного взводов, помощника командира роты. С октября 1927 года — командир взвода и курсов в Киевской пехотной школе. В июле 1931 года откомандирован в Коростень в распоряжение Управления начальника работ № 51 (УНР-51), был помощником командира отдельного пулемётного батальона, затем помощником начальника по хозяйственной части и врид (временно исполняющим должность) начальника команды укрепрайона (УРа). В январе 1933 года переведен командиром отдельного пулемётного района 54-го УРа. 
В апреле 1933 года поступил на основной факультет Военной академии РККА им. М. В. Фрунзе, в ноябре 1936 года капитан Н. А. Прищепа окончил академию и был направлен начальником 1-й (оперативной) части штаба 61-й стрелковой дивизии в Пензу, с апреля по декабрь 1938 года временно исполнял должность начальника штаба дивизии. С февраля 1939 года — командир 330-го стрелкового полка 61-й стрелковой дивизии. 
23 августа 1939 года майор Н. А. Прищепа назначен командиром 61-й стрелковой дивизии. Накануне войны дивизия входила в состав 66-го стрелкового корпуса Приволжского ВО (Н. А. Прищепа был уже полковником). 
После начала Великой Отечественной войны в конце июня 1941 года его дивизия в составе корпуса была подчинена 21-й армии группы армий резерва Ставки ГК, затем была включена в 63-й стрелковый корпус. В ходе начавшегося Смоленского сражения 13 июля 1941 года 61-я дивизия участвовала в наступлении 63-го стрелкового корпуса на Бобруйск, форсировала Днепр и освободила Близнецы северо-западнее Рогачёва (две другие дивизии корпуса освободили Рогачёв и Жлобин), но Бобруйск достигнуть не удалось. Тем не менее, 31 июля 1941 года командиры корпуса и дивизий получили очередные воинские звания, полковник Н. А. Прищепа получил звание генерал-майора. 
12 августа 1941 года началось наступление немецкой 2-й армии на Гомель, в результате противнику удалось окружить 63-й стрелковый корпус и часть 67-го корпуса, в окружении оказалась и 61-я стрелковая дивизия. В бою 17 августа Н. А. Прищепа получил тяжёлое ранение — пулей был перебит позвоночник, у него отнялись ноги. При попытке эвакуировать его в направлении населённого пункта Буда-Кошелёво выяснилось, что он уже занят противником. Утром 18 августа генерал-майор Н. А. Прищепа умер от ран и был похоронен в лесу. 
В 1960-е годы его тело было перезахоронено в дер. Моровичи (Морозовичи?) Гомельской области. 